# Lukács György és a romániai magyar irodalom
Lukács György filozófus, esztéta (1885-1971) munkássága a romániai magyar, közelebbről az erdélyi baloldali humán értelmiség szinte minden rétegét, nemzedékét befolyásolta. Első könyvei közül olyanokat, mint a Lélek és formák (1910), Taktika és etika (1919) vagy a Geschichte und Klassenbewusstsein (1923) nemcsak magánszemélyek szerezték be, hanem ritkaságszámba menő példányait az EME könyvtára s a kolozsvári Egyetemi Könyvtár is őrzi.

## A két világháború közt
Lukács György erdélyi hatásának központjában Gaál Gábor személyisége állt, aki 1919-ben, a Magyarországi Tanácsköztársaság idején kapcsolatban állt vele. Az 1930-as évek második felében, moszkvai emigrációja idején, a Gaál szerkesztette Korunk tanulmányokat közölt Kolozsvárt Lukácstól, amelyeket Moszkvából Sándor László, a Korunk csehszlovákiai szerkesztője juttatott el Gaál Gáborhoz. Így jelent meg A művészi alakítás módszerei, az Elbeszélés és leírás és a Világnézet és kompozíció három egymást követő számban (1937/9, 10, 11), Az irodalmi alakok intellektuális fiziognómiája (1938/1) és A klasszikus realizmus hanyatlása (1938/3), majd a Petőfi és Ady s a cenzúra miatt megkurtítva az Ady politikai költészete (1939/9, 10), végül két tanulmány 1940-ben: A harmonikus ember eszménye és az irodalom (1940/1) és a Zola és a realizmus (1940/5). Ezek, valamint az 1940-es évek második felében elérhető budapesti Lukács-kiadványok (köztük az Irodalom és demokrácia, Írástudók felelőssége, A történelmi regény) s a róluk megjelent Utunk-kritikák a marxista irodalomszemlélet alapkönyveivé váltak a romániai magyar szellemi életben, s meghatározó volt szerepük a Lukácshoz való különleges kötődésben. Erről tanúskodik Földes László, Gáll Ernő, Bretter György, Hajós József, Roth Endre, Tordai Zádor, Tóth Sándor munkássága.

## 1944 után
A Lukács-hatás az erdélyi magyar kultúrában, sőt a román szellemi életben is nem volt zökkenőmentes. Magának Lukács életének hullámzásai, zsákutcái, de a hivatalosság ideológiai hozzáállásai is befolyásolták a vargabetűket. Lukácsot kevéssel Magyarországra való hazatérése után az ellene 1949-51-ben indított támadások szorították ki a közéletből, majd az 1956-os forradalomban vállalt szerepe miatt átkozták ki évekre, visszaszorítva egykori romániai híveit is. Az 1957-ben kiadott Filozófiai tanulmányok c. gyűjteményes kötetben viszont Hajós József Lukácsra és tanítványára, Heller Ágnesre is elismeréssel hivatkozik.
Ennek ellenére Lukács munkásságának nyomon követése, szövegeinek beszerzése az 1950-es évek második felétől már lehetetlen volt. Jellemző, hogy Csehi Gyula 1968-ban a Történelem és osztálytudat olasz fordítását és az ahhoz írt visszatekintő és értelmező Lukács-előszót nem a szöveg birtokában, hanem az olasz Rinascitában megjelent bemutatás alapján "recenzálja". Ebben a helyzetben az 1960-as évek végén induló Echinox-nemzedékre Lukács nem közvetlenül, hanem egyrészt a Lukács-iskola (Heller Ágnes, Fehér Ferenc, Márkus György) már erősen kritikai erőterében, másrészt pedig a főként frankofón strukturalizmus (Lucien Goldmann, Louis Althusser, Claude Lévi-Strauss) divatjának a hullámveréseiben hatott (lásd a Szövegek és körülmények c. kötetet 1974-ből).
Egyre inkább körvonalazódott egy már szakosított, az egyéni alkotói struktúrához és érdeklődési területhez igazított Lukács-befogadás. Így Gáll Ernő írásaiban Lukács életének és művének etikai vonatkozásait és értelmiség-szociológiailag jelentős oldalait világítja meg. Roth Endrét inkább Lukács történelem- és társadalomfilozófiai munkásságának általánosabb szociológiai vetületei érdeklik, Bretter Györgyöt pedig Lukács műveiben az etikai és az elméleti rendező-elvek viszonya foglalkoztatja. Máté Gábort és Angi Istvánt az esztétikum lukácsi elméletének alkalmazási lehetőségei ragadták meg, Tamás Gáspár Miklós és Molnár Gusztáv írásait pedig a Lukácshoz való kritikai viszonyulás tette termékenyebbé, míg Király István tanulmányaiban a fiatal Lukács munkáinak módszertani értékesíthetősége nyert központi szerepet.

## 1980-as évek
Mindez annak ellenére történt, hogy Lukács György és a romániai magyar irodalom kapcsolata az 1980-as évek elejétől, a Ceauşescu-rendszer elszigetelődésével és beszűkülésével együtt sajátosan megromlott. Lukács reformtörekvése, tanítványainak radikalizmusa, ezek rezonanciája a romániai, főleg magyar értelmiség ellenzékiségre hajló köreiben méltán nyugtalanította a hatóságokat. Így a Román Akadémia 1985-ben Lukács György születésének 100. évfordulóját egy szűk körű beszélgetés keretében "ünnepelte", a romániai szerzők pedig Lukácsról szóló írásaikat gyűjteményes kötetekbe (például Bábel tornyán) vagy külföldi publikációkba, főként a jugoszláviai Új Symposionba "bújtatták".

## Nicolae Tertulian szerepe
A romániai Lukács-befogadás ellentmondásosságához tartozik az a tény, hogy hosszú évekig itt élt és működött az egyik nemzetközi szinten is legtekintélyesebb Lukács-szakértő: Nicolae Tertulian. Ő maga is számos tanulmányt közölt Lukácsról (egy részük magyar fordításban is megjelent), s az ő kezdeményezésére és közreműködésével fordították le román nyelvre 1969-től Lukács számos fiatal- és öregkori munkáját a regény elméletéről, a történelmi regényről, az esztétikum sajátosságairól s ontológiáját a társadalmi létről.